# Torcy-le-Grand (Aube)
Torcy-le-Grand ist eine französische Gemeinde mit 441 Einwohnern (Stand 1. Januar 2022) im Département Aube in der Region Grand Est; sie gehört zum Arrondissement Troyes und zum Kanton Arcis-sur-Aube.

## Geografie
Die Gemeinde liegt an der Aube, auf halber Strecke zwischen Paris und Nancy an der Autoroute A26.

## Bevölkerungsentwicklung
| Jahr      | 1962 | 1968 | 1975 | 1982 | 1990 | 1999 | 2008 | 2018 |
| Einwohner | 232  | 254  | 343  | 401  | 414  | 414  | 422  | 463  |